# كلينت هيرون
كلينت هيرون (3 أبريل 1979 في زيمبابوي - ) (بالإنجليزية: Clint Heron)‏ هو لاعب كريكت أسترالي. لعب مع فريق غرب أستراليا للكريكت ‏.

## وصلات خارجية
- كلينت هيرون على موقع إي آس بي آن كريك إنفو (الإنجليزية)